# Lamprologus speciosus
Lamprologus speciosus är en fiskart som beskrevs av Büscher, 1991. Lamprologus speciosus ingår i släktet Lamprologus och familjen Cichlidae. Inga underarter finns listade i Catalogue of Life.